# Nasir al-Din Kubača
Nasir al-Din Kubača Kabača o Kubacha fou un mameluc turc de Muizz al-Din Muhammad de Ghur (s. XIII).
A la mort de Muizz al-Din Muhammad el 15 de març del 1206 el poder al Multan i Sind va passar al seu general Nasir al-Din Kubača que com altres governadors provincials es va sotmetre a un altre general, Aybak Kutb al-Din de Delhi (del que era el gendre) com a cap suprem de l'Índia i al cap de poc temps fou confirmat com a virrei per la cort gúrida de Ghiyath al-Din Mahmud (que estava a Firuzkuh). La província de Panjab estava disputada per Tadj al-Din Yildiz de Gazni i per Nasir al-Din Kubača de Multan i Sind, el primer el sogre d'Aybak i el segon el gendre, però al mateix temps els seus potencials rivals pel domini de l'Índia. Es diu que Aybak, per provar la seva lleialtat, es va dirigir a Lahore on va rebre el títol de sultà el 25 o el 27 de juny de 1206 sent reconegut per Nasir al-Din Kubača (Ibn al-Athir diu que només fou declarat lliure, ja que abans era esclau i va rebre un diploma oficial que el feia malik, és a dir rei, però en el sentit de virrei de l'Hindustan). El Panjab va quedar en mans de Kubača. Poc temps després Tadj al-Din va expulsar a les forces de Nasir al-Din Kabača de la ciutat de Lahore, però el general va avançar amb les seves forces des de Multan i va expulsar a Yildiz cap a Kirman a la vall del Khurram i durant sis setmanes va ocupar Gazni, que va abandonar sent recuperada per Yildiz.
Xams-ad-Din Iltutmix (1211-1236) va pujar al tron el 1211. La pitjor amenaça al seu govern va venir de Tadj al-Din Yildiz, el governador de Gazni, el qual havia emès un decret que declarava a Iltutmix o Iltutmish com el seu virrei. El 1214 Yildiz fou expulsat de Gazni per Muhàmmad de Coràsmia (Ala al-Din Muhammad) i es va refugiar a Lahore expulsant al governador local que depenia de Nasir al-Din Kabača, sobirà de Multan al qual al seu torn Iltutmish considerava el seu vassall però que refusava pagar tribut. Iltutmish va convidar a Yildiz a retirar-se de Lahore, però Yildiz va refusar fer-ho; llavors el sultà de Delhi va marxar amb un exèrcit cap a Lahore i va derrotar a Yildiz a Taraori (Tarain) el 1215. Yildiz va caure presoner i fou tancat a Badaun on va morir segurament executat encara el mateix 1215. Nasir al-Din Kabača va aprofitar per recuperar Lahore però Iltutmish el va expulsar el 1217 per la força cap a Multan i el va derrotar pel camí, a Mansura, si bé no va seguir endavant.
El 1222 Djalal al-Din Manguberti, el xa de Coràsmia fill de Muhammad, fugint dels mongols, va arribar a Lahore i va demanar asil. Iltutmish, que temia als mongols, no li va voler donar però diplomàticament el va enviar amb els seus homes cap a Multan contra Nasir al-Din Kabača (que va intentar llavors sense èxit una aliança amb Shams al-Din Iltemish de Delhi), els dominis del qual van assolar (aliat als khokhars) i li van cobrar un fort tribut, i va arribar fins a Daybul a la costa de la mar d'Aràbia, al sud-est de Karachi, retornant després a Pèrsia on en poc temps es va crear un nou imperi. Els mongols que l'empaitaven es van retirar degut al calor.
Nasir-aldin Kabača va morir ofegat el 1228 o 1235.